# Сакаки
Сакаки, или клейера японская (лат. Cleyera japonica, яп. 榊) — цветущее вечнозелёное дерево семейства пентафилаксовые (лат. Pentaphylacaceae) (ранее рассматривалось в составе семейства чайных (лат. Theaceae)). Распространена в тёплых областях Японии, Кореи и материкового Китая. 
Листья овальные, длиной до 12-15 см. Цветок имеет 5 лепестков. Может достигать в высоту 10 метров.

## Применение

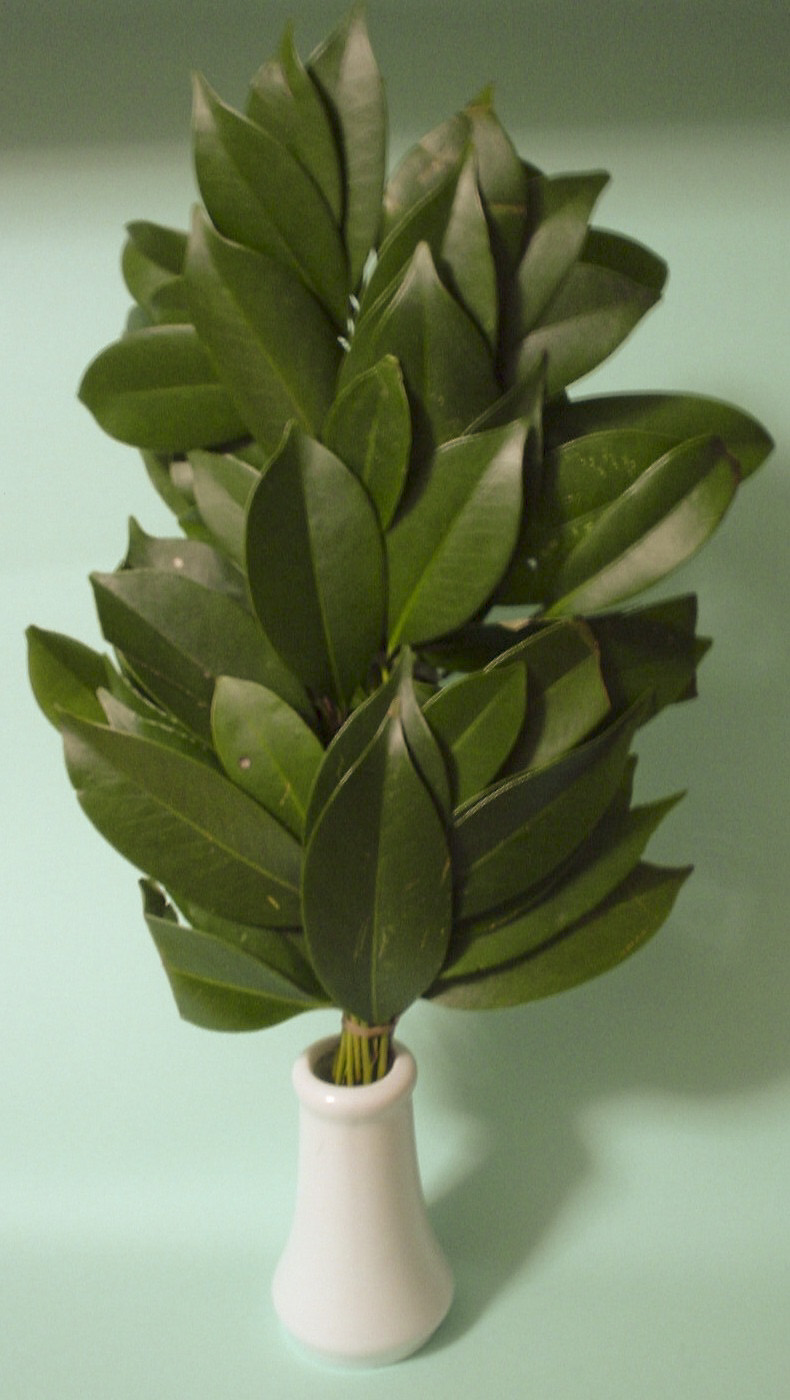
Ветви сакаки используются в ритуалах синто

Древесина сакаки используется для изготовления аксессуаров, палочек для еды, в строительстве.
Сакаки часто выращивают в садах, парках и при храмах.
Сакаки почитается священным деревом в синтоизме, наряду с другими вечнозелёными растениями — хиноки (檜), «японским кипарисом», и кансуги (神杉), «священной криптомерией». Храмы синто обычно окружены синбоку 神木 — «священными деревьями». Распространён синтоистский ритуал поднесения духам (ками) веток сакаки, обёрнутых бумагой сидэ.
В домашних алтарях принято подносить свежие ветки сакаки 1-го и 15-го числа каждого месяца.